# (8405) Asbolus
(8405) Asbolus – planetoida z rodziny centaurów.

## Odkrycie
Została odkryta 5 kwietnia 1995 roku w Obserwatorium Kitt Peak przez Jamesa Scottiego i Roberta Jedicke’a w programie Spacewatch. Nazwa planetoidy pochodzi od Azbolusa, jednego z centaurów w mitologii greckiej.

## Orbita
(8405) Asbolus obiega Słońce w średniej odległości niemal 18 au w czasie prawie 76 lat. Średnicę tego ciała szacuje się na około 70 km. Powierzchnia (8405) Asbolusa jest bardzo ciemna i ma czerwony kolor. Obserwacje pokazały, że istnieje na niej najprawdopodobniej świeży krater uderzeniowy, który ma biały kolor. W wyniku zderzenia z jakimś ciałem odsłonięte zostały zamarznięte warstwy spod powierzchni tego obiektu.